# Javier Muñoz
Javier David Muñóz Mustafá (Firmat, 11 giugno 1980) è un ex calciatore argentino, di ruolo difensore.

## Carriera
Dopo aver giocato solo 9 partite nel León, a fine torneo di Apertura decide di passare al San Luis.

## Palmarès

### Club
- Primera División de México: 1

Atlante: 2007

### Individuale
- Miglior difensore della Primera División: 1

2007